# Эпельбейм, Иосиф Моисеевич
Иосиф Моисеевич Эпельбейм (? — ?) — советский юрист, кандидат юридических наук, профессор, один из организаторов меховой мафии.

## Биография
Заведующий кафедрой уголовного права Карагандинской высшей школы милиции. Осуществлял юридическое консультирование «цеховиков», наладивших нелегальное изготовление и реализацию меховых изделий. Арестован 7 января 1974, осуждён к ВМН по делу Абайской меховой фабрики, расстрелян. Дело докладывали Л. И. Брежневу, расследование курировал лично председатель КГБ СССР Ю. В. Андропов.

## Публикации
- Эпельбейм И. М. Уголовно-правовая охрана безопасности работ в шахтах. Караганда, Карагандинский научно-исследовательский угольный институт, 1971. — 124 с.[4]